# Czechy na Zimowych Igrzyskach Olimpijskich Młodzieży 2012
Czechy na Zimowych Igrzyskach Olimpijskich Młodzieży 2012, które odbywały się w Innsbrucku reprezentowało 24 zawodników.

## Skład kadry

### Biathlon
Chłopcy
| Zawodnik      | Konkurencja    | Finał   | Finał      | Finał |
| Zawodnik      | Konkurencja    | Czas    | Strzelanie | Poz.  |
| ------------- | -------------- | ------- | ---------- | ----- |
| Ondrej Hosek  | Sprint         | 21:55.5 | 3          | 23    |
| Ondrej Hosek  | Bieg pościgowy | 33:09.6 | 7          | 22    |
| Adam Václavík | Sprint         | 20:32.5 | 1          | 8     |
| Adam Václavík | Bieg pościgowy | 31:07.2 | 8          | 12    |

Dziewczęta
| Zawodnik        | Konkurencja    | Finał   | Finał      | Finał |
| Zawodnik        | Konkurencja    | Czas    | Strzelanie | Poz.  |
| --------------- | -------------- | ------- | ---------- | ----- |
| Erika Jislova   | Sprint         | 19:18.4 | 1          | 16    |
| Erika Jislova   | Bieg pościgowy | 34:04.7 | 7          | 28    |
| Jessica Jislova | Sprint         | 18:19.5 | 0          | 6     |
| Jessica Jislova | Bieg pościgowy | 29:10.2 | 2          | 7     |

Składy mieszane
| Zawodnik                                                 | Konkurencja       | Finał     | Finał      | Finał |
| Zawodnik                                                 | Konkurencja       | Czas      | Strzelanie | Poz.  |
| -------------------------------------------------------- | ----------------- | --------- | ---------- | ----- |
| Erika Jislova Jessica Jislova Adam Václavík Ondrej Hosek | Sztafeta mieszana | 1:17:11.5 | 1+15       | 7     |

### Biegi narciarskie
Chłopcy
| Zawodnik  | Konkurencja   | Finał   | Finał |
| Zawodnik  | Konkurencja   | Czas    | Poz.  |
| --------- | ------------- | ------- | ----- |
| Petr Knop | Bieg na 10 km | 30:44.8 | 9     |

Dziewczęta
| Zawodnik        | Konkurencja  | Finał   | Finał |
| Zawodnik        | Konkurencja  | Czas    | Poz.  |
| --------------- | ------------ | ------- | ----- |
| Petra Hyncicova | Bieg na 5 km | 17:38.6 | 30    |

Sprint
| Zawodnik        | Konkurencja | Kwalifikacje | Kwalifikacje | Ćwierćfinał | Ćwierćfinał | Półfinał               | Półfinał               | Finał                   | Finał                   |
| Zawodnik        | Konkurencja | Wynik        | Poz.         | Wynik       | Poz.        | Wynik                  | Poz.                   | Wynik                   | Poz.                    |
| --------------- | ----------- | ------------ | ------------ | ----------- | ----------- | ---------------------- | ---------------------- | ----------------------- | ----------------------- |
| Petr Knop       | Sprint      | 1:50.18      | 29 Q         | 1:50.6      | 3           | Nie zakwalifikował się | Nie zakwalifikował się | Nie zakwalifikował się  | Nie zakwalifikował się  |
| Petra Hyncicova | Sprint      | 2:02.58      | 17 Q         | 2:01.9      | 1 Q         | 2:01.2                 | 5                      | Nie zakwalifikowała się | Nie zakwalifikowała się |

Składy mieszane
| Zawodnik                                                | Konkurencja                    | Finał     | Finał      | Finał |
| Zawodnik                                                | Konkurencja                    | Czas      | Strzelanie | Poz.  |
| ------------------------------------------------------- | ------------------------------ | --------- | ---------- | ----- |
| Jessica Jislova Petra Hyncicova Adam Václavík Petr Knop | Sztafeta mieszana z biathlonem | 1:07:34.5 | 3+8        | 12    |

### Curling

#### Miksty
16. miejsce
| Czwarty/-a      | Trzeci/-a         | Drugi/-a          | Otwierający/-a |
| --------------- | ----------------- | ----------------- | -------------- |
| Marek Černovský | Alzbeta Baudysová | Krystof Krupanský | Zuzana Hruzová |

#### Pary mieszane
Drużyna Czech przegrała w ćwierćfinale.

### Kombinacja norweska
Chłopcy
| Zawodnik     | Konkurencja  | Skok   | Skok    | Bieg   | Bieg       | Razem   | Razem   |
| Zawodnik     | Konkurencja  | Punkty | Pozycja | Strata | Czas biegu | Czas    | Miejsce |
| ------------ | ------------ | ------ | ------- | ------ | ---------- | ------- | ------- |
| Tomas Portyk | Indywidualni | 129.8  | 5       | 0:31   | 26:00.4    | 26:31.4 |         |

### Łyżwiarstwo figurowe
Pary taneczne
| Zawodnik                       | Konkurencja   | Short program/Original dance | Short program/Original dance | Free skating/Free dance | Free skating/Free dance | Suma pkt. | Suma pkt. |
| Zawodnik                       | Konkurencja   | Punkty                       | Poz.                         | Punkty                  | Poz.                    | Punkty    | Poz.      |
| ------------------------------ | ------------- | ---------------------------- | ---------------------------- | ----------------------- | ----------------------- | --------- | --------- |
| Alexander Sinicyn Jana Cejkova | Pary taneczne | 37.38                        | 8                            | 55.34                   | 7                       | 92.72     | 7         |

Składy mieszane
| Zawodnik                                                                  | Konkurencja     | Chłopcy | Chłopcy | Chłopcy | Dziewczęta | Dziewczęta | Dziewczęta | Taniec | Taniec | Taniec | Suma pkt | Suma pkt |
| Zawodnik                                                                  | Konkurencja     | Wynik   | Poz.    | Pkt     | Wynik      | Poz.       | Pkt        | Wynik  | Poz.   | Pkt    | Pkt      | Poz.     |
| ------------------------------------------------------------------------- | --------------- | ------- | ------- | ------- | ---------- | ---------- | ---------- | ------ | ------ | ------ | -------- | -------- |
| Team 3 Carlo Vittorio Palermo Anais Ventard Jana Cejkova/Alexandr Sinicyn | Zawody mieszane | 75.71   | 7       | 2       | 76.09      | 4          | 5          | 54.72  | 5      | 4      | 11       | 8        |

### Łyżwiarstwo szybkie
Dziewczęta
| Zawodnicy        | Konkurencje | Wyścig 1 | Wyścig 2 | Razem | Miejsce |
| ---------------- | ----------- | -------- | -------- | ----- | ------- |
| Nikol Zdrahalova | 500 m       | 44.97    | 44.86    | 89.83 | 8       |

### Narciarstwo alpejskie
Chłopcy
| Zawodnik      | Konkurencja     | Finał   | Finał  | Finał       | Finał |
| Zawodnik      | Konkurencja     | Bieg 1  | Bieg 2 | Łączny czas | Poz.  |
| ------------- | --------------- | ------- | ------ | ----------- | ----- |
| Martin Stepan | Slalom          | 44.12   | 40.86  | 1:224.98    | 19    |
| Martin Stepan | Slalom gigant   | 1:01.25 | 59.02  | 2:00.27     | 22    |
| Martin Stepan | Supergigant     |         |        | 1:06.24     | 14    |
| Martin Stepan | Superkombinacja | 1:06.04 | 38.08  | 1:44.12     | 13    |

Dziewczęta
| Zawodnik            | Konkurencja     | Finał   | Finał   | Finał       | Finał |
| Zawodnik            | Konkurencja     | Bieg 1  | Bieg 2  | Łączny czas | Poz.  |
| ------------------- | --------------- | ------- | ------- | ----------- | ----- |
| Dominika Drozdikova | Slalom          | 45.79   | 40.59   | 1:26.38     | 10    |
| Dominika Drozdikova | Slalom gigant   | 59.97   | 1:00.84 | 2:00.81     | 16    |
| Dominika Drozdikova | Supergigant     |         |         | 1:08.47     | 18    |
| Dominika Drozdikova | Superkombinacja | 1:08.30 | DNF     | DNF         | DNF   |

### Narciarstwo dowolne
Ski Cross
| Vaclav Klems     | Ski cross | 59.61 | 15 | Cancelled | Cancelled | Cancelled |
| Veronika Čamková | Ski cross | 58.63 |    | Cancelled | Cancelled | Cancelled |

### Saneczkarstwo
Dziewczęta
| Zawodnik         | Konkurencja | Ślizg 1 | Ślizg 2 | Razem    | Miejsce |
| ---------------- | ----------- | ------- | ------- | -------- | ------- |
| Vendula Kotenova | Jedynki     | 40.809  | 40.857  | 1:21.666 | 10      |

### Short track
Chłopcy
| Zawodnik      | Konkurencja    | Ćwierćfinał | Ćwierćfinał | Półfinał | Półfinał | Finał    | Finał |
| Zawodnik      | Konkurencja    | Czas        | Poz.        | Czas     | Poz.     | Czas     | Poz.  |
| ------------- | -------------- | ----------- | ----------- | -------- | -------- | -------- | ----- |
| Michal Prokop | bieg na 500 m  | 1:03.050    | 4 qCD       | 48.148   | 3 qD     | -        | 1     |
| Michal Prokop | bieg na 1000 m | 1:36.489    | 3 qCD       | 1:38.044 | 3 qD     | 1:36.324 | 2     |

Składy mieszane
| Zawodnik                                                  | Konkurencja       | Półfinał | Półfinał | Finał | Finał |
| Zawodnik                                                  | Konkurencja       | Czas     | Poz.     | Czas  | Poz.  |
| --------------------------------------------------------- | ----------------- | -------- | -------- | ----- | ----- |
| Team H Anna Gamorina Lim Hyo-jun Aafke Soet Michal Prokop | Sztafeta mieszana | 4:26.027 | 2 Q      | PEN   | PEN   |

### Skoki narciarskie
Chłopcy
| Zawodnik        | Konkurencja          | Runda 1   | Runda 1 | Runda 2   | Runda 2 | Razem  | Razem   |
| Zawodnik        | Konkurencja          | Odległość | Punkty  | Odległość | Punkty  | Punkty | Miejsce |
| --------------- | -------------------- | --------- | ------- | --------- | ------- | ------ | ------- |
| Tomas Friedrich | konkurs indywidualny | 74.0m     | 127.9   | 70.5m     | 118.5   | 246.4  | 6       |

Dziewczęta
| Zawodnik         | Konkurencja          | Runda 1   | Runda 1 | Runda 2   | Runda 2 | Razem  | Razem   |
| Zawodnik         | Konkurencja          | Odległość | Punkty  | Odległość | Punkty  | Punkty | Miejsce |
| ---------------- | -------------------- | --------- | ------- | --------- | ------- | ------ | ------- |
| Natalie Dejmkova | konkurs indywidualny | 64.5m     | 99.1    | 63.5m     | 97.2    | 196.3  | 6       |

Team w/Nordic Combined
| Zawodnicy                                     | Konkurencja       | Runda 1 | Runda 2 | Razem | Miejsce |
| --------------------------------------------- | ----------------- | ------- | ------- | ----- | ------- |
| Natalie Dejmkova Tomas Portyk Tomas Friedrich | konkurs drużynowy | 239.3   | 298.2   | 537.5 | 8       |

### Snowboard
Chłopcy
| Zawodnik       | Konkurencja | Kwalifikacje | Kwalifikacje | Kwalifikacje | Półfinał               | Półfinał               | Półfinał               | Finał                  | Finał                  | Finał                  |
| Zawodnik       | Konkurencja | Bieg 1       | Bieg 2       | Rank         | Bieg 1                 | Bieg 2                 | Rank                   | Bieg 1                 | Bieg 2                 | Rank                   |
| -------------- | ----------- | ------------ | ------------ | ------------ | ---------------------- | ---------------------- | ---------------------- | ---------------------- | ---------------------- | ---------------------- |
| Ondrej Porkert | Halfpipe    | 41.50        | 47.50        | 11           | Nie zakwalifikował się | Nie zakwalifikował się | Nie zakwalifikował się | Nie zakwalifikował się | Nie zakwalifikował się | Nie zakwalifikował się |
| Ondrej Porkert | Slopestyle  | 46.00        | 69.50        | 6 Q          |                        |                        |                        | 24.25                  | 75.50                  | 8                      |

Dziewczęta
| Zawodnik          | Konkurencja | Kwalifikacje | Kwalifikacje | Kwalifikacje | Półfinał | Półfinał | Półfinał | Finał                   | Finał                   | Finał                   |
| Zawodnik          | Konkurencja | Bieg 1       | Bieg 2       | Rank         | Bieg 1   | Bieg 2   | Rank     | Bieg 1                  | Bieg 2                  | Rank                    |
| ----------------- | ----------- | ------------ | ------------ | ------------ | -------- | -------- | -------- | ----------------------- | ----------------------- | ----------------------- |
| Diana Augustinova | Halfpipe    | 41.00        | 43.25        | 9 q          | 47.75    | 43.75    | 6        | Nie zakwalifikowała się | Nie zakwalifikowała się | Nie zakwalifikowała się |
| Diana Augustinova | Slopestyle  | 48.50        | 47.00        | 12           |          |          |          | Nie zakwalifikowała się | Nie zakwalifikowała się | Nie zakwalifikowała się |